# Juan Billón
Jean Billion, más conocido como Juan Billón (Embrun, Altos Alpes; 1896-Guadalajara, Jalisco; 14 de marzo de 1939), fue un comerciante y deportista francés, reconocido por haber sido futbolista y presidente del Club Deportivo Guadalajara.

## Biografía
Nació en 1896 en Embrun, Altos Alpes, Francia y desde los 14 años de edad radicó en la ciudad de Guadalajara, donde ocupó un alto puesto en la casa comercial Fábricas de Francia.
En 1914, al estallar la Primera Guerra Mundial, Billón se enlistó en el ejército francés, donde logró alcanzar el grado de sargento de artillería. Al regresar a Guadalajara, fue ascendido a jefe de la casa comercial, cargo que desempeñó hasta el día de su muerte.
Fue jugador de fútbol del Club Deportivo Guadalajara de 1921 a 1927, empezó jugando como centro delantero y después como interior derecho. Al retirarse como jugador, decidió dedicarse al arbitraje, empezando su labor como árbitro en el año de 1927 y ejerciendo dicha profesión hasta mediados de la década de 1930.
También fue parte de varias mesas directivas, incluidas la del Círculo Francés. Fue presidente del Guadalajara en 1928 y fue gran impulsor del deporte hípico en el estado de Jalisco.
Murió el 14 de marzo de 1939 al ser aplastado por un caballo llamado Lobo, propiedad de la familia Cordero; el peso del animal cayó sobre su tórax y destrozó su estómago, causándole fractura de costillas y golpes contusos en la cara. El accidente ocurrió durante las pruebas para el primer concurso de la Asociación Hípica Jalisciense, institución de la cual fue socio fundador y presidente.